# Alofi (plaats)
Alofi is de hoofdstad en de grootste plaats van het eiland Niue in Polynesië en ligt aan de westkant van het eiland aan Alofi Bay. In 2001 telde het dorp 611 inwoners. Alofi beslaat de dorpen Alofi North en Alofi South, waar de regering is gevestigd.
In 2004 raasde de cycloon Heta over het stadje en verwoestte tientallen gebouwen.

## Geografie
Alofi maakt deel uit van het historische stammengebied Tafiti, dat de zuidelijke helft van het eiland beslaat. De plaats grenst kloksgewijs aan Lakepa, Liku, Hakupu, Tamakautoga, de Stille Oceaan en Makefu; daarnaast raakt Alofi Avatele, Tuapa en Mutalau op een punt: Avatele in het uiterste zuiden en Makefu en Mutalau samen in het noorden. 
De grens tussen Alofi North en Alofi South is niet exact bepaald, waardoor er voor de afzonderlijke dorpen moeilijk een oppervlaktecijfer kan worden opgegeven.

## Vervoer
De Internationale Luchthaven Niue, het enige vliegveld op het eiland, ligt op de grens tussen Alofi en Tamakautoga. De Nieuw-Zeelandse nationale luchtvaartmaatschappij Air New Zealand verzorgt er een zaterdagvlucht naar 's lands grootste stad Auckland.